# فرودگاه ویلنکولو
فرودگاه ویلنکولو  (به انگلیسی: Vilankulo Airport)  یک فرودگاه همگانی  با کد یاتا VNX است که یک باند فرود آسفالت دارد و طول باند آن ۷۳۴ متر است. این فرودگاه در  کشور موزامبیک قرار دارد و در ارتفاع ۱۲ متری از سطح دریا واقع شده است.